# Josef Partsch
Josef Partsch (* 19. Dezember 1813 in Engelsberg, Österreichisch Schlesien; † 26. September 1886 ebenda) war ein schlesischer Krippenschnitzer.

## Leben
Sein Vater war Josef Partsch, seine Mutter eine geborene Ludwig aus Altwasser. Er war das jüngste von vier Kindern. Als Kind half er beim Vieh hüten mit und vertrieb sich die Zeit mit dem Schnitzen von Holzfiguren. Da er Talent bewies, schenkte ihm sein Vater ein Federmesser, damit er feine Schnitzarbeiten besser ausführen konnte. Ein befreundeter Tischler versorgte ihn mit zum Schnitzen besonders geeignetem Lindenholz, und so konnte er als Jugendlicher Figuren von großer Ausdruckskraft schnitzen. Die Familie war sehr arm, und so war es nicht möglich Josef beim Bildhauer Bernhard Kutzer in Obergrund eine Lehre zu ermöglichen. Als Partsch 16 Jahre alt war, starb sein Vater.
Seine Figuren wurden oft nach Vorlagen, die er gekonnt nachschnitzte, bei ihm bestellt. Eine weitere Einnahmequelle waren die Verzierungen von Möbeln, die er für die Tischler der Umgebung schnitzte, und die Beschriftungen für Grabkreuze.
1837 schrieb Josef Partsch ein Liederbuch mit 76 Weihnachtsliedern und Gedichten. 1837 und 1838 zeichnete er für das Engelsberger Weihnachtsspiel verantwortlich, das er stilvoll gestaltete. Er übernahm auch die Hauptrolle in dem Schauspiel.
1856 ging Partsch nach Teschen, wo er bei einem Orgelbauer zwei Monate lang arbeitete. Die größten Figuren, die er schuf, waren lebensgroße Darstellungen der Heiligen Petrus und Paulus für die Olmützer Mauritzkirche. Große Aufträge für Krippenfiguren erhielt er aus Breslau und Neiße. Auch ins oberösterreichische Linz lieferte er Krippenfiguren. Trotz hoher Schaffenskraft blieben die Einnahmen gering, und so führte Josef Partsch ein bescheidenes Leben.
Die Firma Johann Plischke & Söhne besaß eine Krippe von Josef Partsch, wie auch das Museum in Freudenthal. Josef Partsch war alleinstehend und wohnte später bei seiner Schwester. Nach deren Tod zog er zu seinem Neffen nach Engelsberg.